# Бархатница гермиона
Бархатница гермиона или Бархатница альциона (лат. Hipparchia hermione = Hipparchia alcyone) — вид дневных бабочек из рода Hipparchia в составе семейства Бархатницы.

## Этимология латинского названия
Гермиона (греческая мифология) — дочь царя Спарты Менелая и Елены.
Альциона (греческая мифология) — дочь Эола, супруга фессалийского царя Кеика. Алциона бросилась в море и была превращена богами в зимородка.

## Описание
Длина переднего крыла 27—34 мм. Верхняя сторона крыльев серовато-коричневая со светло-жёлтой перевязью, которая у самцов с коричневым напылением. На задних крыльях внутренний край перевязи довольно сильно изогнут. Нижняя сторона передних крыльев аналогична окраске верхней стороны.

## Ареал и местообитание
Южная Норвегия, Юго-западная, Центральная и Восточная Европа на восток до Центральной Украины, Беларуси, Смоленской и Брянской областей России. Распространена локально по всей Польше и Беларуси. В Прибалтике распространён в Литве.
Населяет опушки и поляны сухих сосновых и смешанных лесов, просеки и вырубки в сосновых лесах, редколесье. Предпочитает солнечные места с песчаной почвой. Локальный, но обычный, в некоторые годы массовый вид.

## Биология
Развивается в одном поколении на протяжении года. Время лёта бабочек длится с конца июня до середины августа. Бабочки часто питается на цветах короставника (Knautia arvensis) и тимьяна (Thymus). Кормовые растения гусениц: коротконожка перистая, коротконожка лесная, овсяница овечья, овсяница красная, овсяница.

## Охрана
Включён в Красную книгу Латвии (3 категория).